# Ramón Pasquel
Ramón Pasquel Colín (Ciudad de México, México, 22 de junio de 1996) es un futbolista mexicano, juega de portero y su equipo actual es El Paso Locomotive FC de la USL Championship.

## Trayectoria

### Deportivo Toluca Fútbol Club
Debutó en el partido Toluca vs. Leones Negros de la UdeG el miércoles 30 de agosto de 2017.

### Pumas Tabasco
Para mediados de 2020, fue cedido a Pumas Tabasco, filial del Club Universidad Nacional que compite en la Liga de Expansión MX.

## Clubes
| Club                           | País           | Año           |
| ------------------------------ | -------------- | ------------- |
| Pumas Tabasco                  | México         | 2020-2022     |
| FC Juárez                      | México         | 2022-         |
| El Paso Locomotive FC (Cedido) | Estados Unidos | 2024-presente |